# Alkamenes
Alkamenes nebo Alkamenés (starořecky Ἀλκαμένης) byl zhruba koncem osmého století před n. l. (možná 740–700 před n. l.) králem Sparty. Pocházel z královského rodu Agiovců. Jeho spolukrálem z královského rodu Eurypontovců byl Theopompos.
Historických poznatků z období dějin Sparty, když měl vládnout Alkamenes, kromě těch co patří spíše do oblasti mýtů je málo a téměř neznámé jsou ty, které by nás informovali o jeho životě a činech. Za vlády Alkamena syna a nástupce Telekom začala válka Sparty s Messéniou, (tzv. První messénska válka) hustě osídlenou a úrodnou krajinou na jihozápadě Peloponésu. Do výbojů hnala Sparťanů pravděpodobně přelidněnost jejich domoviny Lakonias a tím spojený nedostatek půdy, neboť Sparta na rozdíl od jiných řeckých států nezakládala kolonie (kromě Tarentu). O tom, že Messene byla úrodná píše i iónský básník Tyrtaios působící v polovině sedmého století před Kr. ve Spartě. Podle jeho slov to byl kraj vhodný na orbu a setí.
"Theopompovi, milému bohům, našemu králi,

který nám Messénsko dobyl, zemi tu rozlehlých niv... "
Z antických historiků se o králi Alkamenovi zmiňuje Herodotos ve své knize Historie. Je v ní záznam, kde ho vzpomíná jako jednoho z královských předků Leonida I. v královské linii Agiovcov. Zachovány písemné záznamy z druhého století od cestovatele a historika Pausania o historickém období vlády krále Alkamena jsou obsahem rozsáhlejší, ale jsou pravděpodobně jen legendami (i když v nich může být i zrnko pravdy). Pausanias při svém putování po Řecku navštívil i Lakonia. a vedle popisech země a jejích pamětihodností psal i o její historii ze zdrojů, které mu byly k dispozici. Ve své knize Popis Řecka píše, že Sparťané začali válku s Messéňanmi hlavně kvůli dvěma odehraným incidentům. První se stal na hranici mezi Messéniou a Spartou při svatyni bohyně Artemis, kde každoročně společně Sparťané a Messénčania oslavovali svátek, který se konal na počest této bohyně. Tento příběh vypráví, že Messéňané během slavností unesli a znásilnili panny ze Sparty a zavraždili přitom i Alkamenovho otce krále Téleklos, který chtěl tomu zabránit. Druhý incident se odehrál později mezi Messéňanům Polycharom (vítězem olympijských her) a Sparťanům Euaifnom, který měl hlídat Polycharove krávy, ale Euaifnos jeho krávy prodal a navíc se dopustil hanebného činu když mu zabil syna. Ve Spartě se Polychares spravedlnosti nedovolal, proto z pomsty zabíjel každého Sparťana, kterého potkal. Žádosti Sparťanů o vydání Polychara Messénčania nevyhověly a to byl pro Sparťanů důvod k zahájení války.
Král Alkamenes během tmavé noci překvapil Messénčany na hranicích Messene útokem na jejich město Amfeiu. Obyvatelstvo města nestihlo zaujmout obranné pozice a bylo po krvavém koupeli téměř celé vyhubeny. Město bohaté na vodní zdroje se pro Sparťanů stalo základnou pro jejich další výboje, ale další čtyři roky se Sparťanům nedařilo, neboť nově zvolený král Messene Eufaes a jeho lid jejich náporu odolával. V dalším průběhu války nastal obrat a Sparťané obsadili město Helos. Obyvatelé města, potomci starousedlíků při Lakónskom zálivu po dobytí své země povstali a na jejich pomoc přišlo i vojsko z Argu, ale král Alkamenes jejich porazil. Obyvatele města, kteří bitvu přežili, Sparťané odvlekli do otroctví. Historik Strabón napsal, že podle názvu města Sparťané své státní otroky nazývali heilóti.
Za vlády krále Alkamena, jak napsal opět Pausanias byl vyslán řešit na Krétu občanské nepokoje Charmidas syn Euthyda. Ohroženým poradil, aby opustili slabě chráněná vnitrozemská města a usadili se do výhodnějších na pobřeží. Po smrti krále Alkamena se jeho následníkem ještě během první messénské války stal jeho syn Polydóros.